# Wendy Rene
Mary Frierson, dite Wendy Rene (ou Wendy Storm au début de sa carrière), est une chanteuse américaine de musique soul, née à Memphis en 1947 et morte le 16 décembre 2014 à l'âge de 67 ans.
Elle débute avec le quatuor The Drapels avant d'entamer une carrière solo. Elle est surtout connue pour avoir enregistré After Laughter (Comes Tears) en 1964. Wendy Rene est redécouverte grâce à cette chanson au cours des années 1990 et 2000.

## Biographie
Durant ses années de lycée, Mary Frierson commence sa carrière musicale au sein de The Drapels, un quatuor de gospel également composé de son frère Johnny, de Wilbur Mondie et de Marianne Brittenum,. Ils sont signés par Stax Records en 1963. En parallèle, la chanteuse présente ses propres compositions au label, ce qui lui permet de se lancer dans une carrière solo. Elle adopte le nom de scène Wendy Storm, puis Wendy Rene. Rene enregistre plusieurs singles, dont la balade After Laughter (Comes Tears), édités par le label Volt, une filiale de Stax,. La chanteuse accompagne Rufus Thomas en tournée et a l'occasion de se produire à l'Apollo Theater, mais aucun de ses disques suivants ne connaît le succès. Elle met un terme à sa carrière après son mariage avec James Cross, un employé de Stax Records,. En décembre 1967, elle doit accompagner Otis Redding lors d'un concert mais décide de rester auprès de sa famille. L'avion du chanteur s'écrase dans le lac Monona. Il meurt dans l'accident, ainsi que quatre membres des Bar-Kays,. Par la suite, Wendy Rene pratique le chant en amatrice dans la chorale de l'église Bountiful Blessing de Memphis,.
Wendy Rene est redécouverte au cours des années 1990 grâce au Wu-Tang Clan, qui utilise un sample d'After Laughter dans son morceau Tearz, extrait de l'album Enter the Wu-Tang (36 Chambers). En 2007, ce morceau est adapté par Alicia Keys dans Where Do We Go from Here, qui figure sur l'album As I Am,. Une compilation des chansons de Wendy Rene, intitulée You Thrill my Soul, est éditée en 2003 par le label Ace Records. La chanteuse remonte sur scène en 2010 à La Nouvelle-Orléans au cours du festival de musique Ponderosa Stomp. En 2012, Light in the Attic Records édite une nouvelle compilation, incluant des inédits et quatre titres enregistrés avec The Drapels,.

## Discographie

### Avec The Drapels

#### Singles
- 1964 : Wondering (When My Love Is Coming Home) / Please Don't Leave Me (Volt)
- 1964 : Young Man / Your Love Is all I Need (Volt)

### Wendy Rene

#### Singles
- 1964 : After Laughter / What Will Tomorrow Bring (Stax Records)
- 1964 : After Laughter / She's Moving Away (Stax)
- 1964 : Bar-B-Q / Young & Foolish (Stax)
- 1965 : Give You What I Got / Reap What You Sow (Stax)

#### Compilations
- 2003 : You Thrill my Soul (Ace Records)
- 2012 : After Laughter Comes Tears : Complete Stax & Volt Singles + Rarities 1964-1965 (Light in the Attic Records)